# Sergei Borissowitsch Kuksin

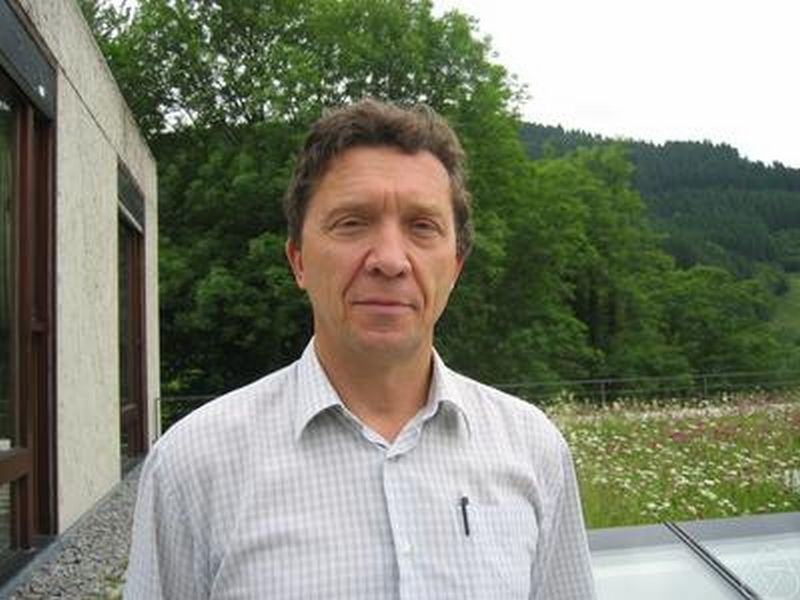
Sergei Kuksin, Oberwolfach 2008

Sergei Borissowitsch Kuksin (russisch Сергей Борисович Куксин; * 1955) ist ein russischer Mathematiker, der sich mit partiellen Differentialgleichungen (PDE) befasst.
Kuksin wurde 1981 bei Mark Vishik an der Lomonossow-Universität promoviert. Er war am Steklow-Institut in Moskau, an der Heriot-Watt University und ist Forschungsdirektor am Institut Mathématiques de Jussieu der Universität Paris VII.
Er befasste sich mit (und entwickelte eine) KAM-Theorie bei partiellen Differentialgleichungen (unendlich dimensionalen Hamiltonschen Systemen), befasste sich mit partiellen Differentialgleichungen mit zufälligen Störungen, Turbulenz und statistischer Hydrodynamik und Elliptischen PDE für Abbildungen zwischen kompakten Mannigfaltigkeiten.
1992 war er eingeladener Sprecher auf dem Europäischen Mathematikerkongress in Paris (KAM theory for partial differential equations). 1998 war er eingeladener Sprecher auf dem Internationalen Mathematikerkongress in Berlin (Elements of a qualitative theory of Hamiltonian PDEs). 2016 erhielt er von der Russischen Akademie der Wissenschaften den Ljapunow-Preis.

## Schriften (Auswahl)
- Nearly Integrable Infinite-Dimensional Hamiltonian Systems, Lecture Notes in Mathematics 1556, Springer 1993
- mit Jürgen Pöschel: Invariant Cantor manifolds of quasi-periodic oscillations for a nonlinear Schrödinger equation, Annals of Mathematics, Band 143, 1996, S. 149–179
- Analysis of hamiltonian PDEs, Clarendon Press, Oxford 2000
- Hamiltonian perturbations of infinite-dimensional linear systems with an imaginary spectrum, Functional Analysis and Its Applications, Band 21, 1987, S. 192–205
- mit Håkan Eliasson: KAM for the nonlinear Schrödinger equation, Annals of Mathematics, Band 188, 2010, S. 371–435
- mit Armen Shirikyan: Stochastic dissipative PDE's and Gibbs measures, Communications in Mathematical Physics, Band 213, 2000, S. 291–330
- mit A. Shirikyan: A Coupling Approach to Randomly Forced Nonlinear PDE's. I, Communications in Mathematical Physics, Band 221, 2001, S. 351–366
- mit A. Shirikyan: Ergodicity for the randomly forced 2D Navier–Stokes equations, Mathematical Physics, Analysis and Geometry, Band 4, 2001, S. 147–195
- mit A. Shirkyan: Mathematics of two-dimensional turbulence, Cambridge University Press 2012
- A KAM-theorem for equations of the Korteweg-de Vries type, Harwood Academic Publ. 1998